# Рікардо Блуме
Рікардо Крістобаль Блуме Траверсо (ісп. Ricardo Cristóbal Blume Traverso; 16 серпня 1933, Ліма, Перу — 30 жовтня 2020, Сантьяго-де-Керетаро, Керетаро, Мексика) — перуанський актор та режисер, більша частина кар'єри якого пов'язана з Мексикою.

## Життєпис
Народився 16 серпня 1933 року у Лімі, він був п'ятим з шести синів в родині Хуана Карлоса Федеріко Блуме Діксона і Рози-Марії Траверсо Маган. Навчався у столичному коледжі Champagnat, потім вступив до Вищої королівської школи драматичного мистецтва в Мадриді. 1961 року почав працювати як актор та режисер у Театрі католицького університету в Лімі. Тоді ж почав зніматися в кіно та на телебаченні. 1963 року виконав роль Гіткліфа у серіалі «Буремний перевал» за романом Емілі Бронте. 1969 року зіграв у серіалі «Просто Марія», роль в якому принесла Блуме справжню популярність.
1970 року переїхав до Мексики, де продовжив свою кар'єру театрального актора та режисера, одночасно знімаючись в кіно та на телебаченні. У 1971—1972 роках Рікардо Блуме та співачка Анхеліка Марія виконали головні ролі в успішній теленовелі «Італійка збирається заміж», після чого актор продовжив регулярно зніматися в серіалах телекомпанії Televisa. Загалом його фільмографія налічує понад 50 фільмів та телесеріалів. Останньою появою на екрані стали головна роль у фільмі «Давні друзі» (2014) та невелика роль у римейку теленовели «Італійка збирається заміж» 2014 року.
2006 року номінувався на премію Арієль за найкращу чоловічу роль другого плану в мексиканському фільмі «Мескаль» (2005), заснованому на романі Малкольма Лаурі «Під вулканом». 2014 року нагороджений премією ACPT за творчі досягнення протягом 62-х років.
1960 року одружився з Сільвією дель Ріо. Шлюб тривав до самої смерті актора.
Рікардо Блуме помер 30 жовтня 2020 року у мексиканському місті Сантьяго-де-Керетаро, штат Керетаро, через хворобу Паркінсона в 87-річному віці.

## Вибрана фільмографія
| Рік       |   | Українська назва                                         | Оригінальна назва                          | Роль                                       |
| --------- | - | -------------------------------------------------------- | ------------------------------------------ | ------------------------------------------ |
| 1963      | с | Буремний перевал                                         | Cumbres borrascosas                        | Гіткліф                                    |
| 1967      | ф | Моя секретарка божевільна... божевільна... божевільна... | Mi secretaria está loca... loca... loca... | Альберто Угартече                          |
| 1969      | с | Просто Марія                                             | Senplemente Maria                          | Роберто Каріде / Антоніо Рамос             |
| 1971—1972 | с | Італійка збирається заміж                                | Muchacha italiana viene a casarse          | Хуан Франсіско де Кастро                   |
| 1972      | с | Карета                                                   | El carruaje                                | падре Фаріас                               |
| 1974      | с | Світ іграшки                                             | Mundo de juguete                           | Маріано Салінас                            |
| 1978—1979 | с | Вівіана                                                  | Viviana                                    | Луїс Тревінийо                             |
| 1979—1980 | с | Вероніка                                                 | Veronica                                   | Сесар                                      |
| 1980—1981 | с | Пелусіта                                                 | Pelusita                                   | Чонг Лі                                    |
| 1992      | с | Американські гірки                                       | Carrusel de las Américas                   | дон Педро Уаман                            |
| 1994      | с | Марімар                                                  | Marimar                                    | губернатор Фернандо Монтенегро             |
| 1994—1995 | с | Перехрестя                                               | Caminos cruzados                           | Олегаріо                                   |
| 1994—2007 | с | Жінка, випадки з реального життя                         | Mujer, casos de la vida real               | різні персонажі                            |
| 1995—1996 | с | Марія з передмістя                                       | Maria la del barrio                        | дон Фернандо де ла Вега                    |
| 1997      | с | Нічиї діти                                               | Los hijos de nadie                         | дон Чуї                                    |
| 2000      | с | Рамона                                                   | Ramona                                     | Руй Коронадо                               |
| 2003      | с | Справжнє кохання                                         | Amor real                                  | генерал дон Іларіо Пеньяльверт-і-Берістайн |
| 2004—2005 | с | Невинна                                                  | Inocente de ti                             | Армандо Дельмаччі                          |
| 2005      | ф | Мескаль                                                  | Mezcal                                     | Ісмаель                                    |
| 2007      | с | Кохання без гриму                                        | Amor sin maquillaje                        | Маріо                                      |
| 2008—2009 | с | Обережно з ангелом                                       | Cuidado con el angel                       | дон Патрисіо Веларде де Босх               |
| 2012      | с | Як то кажуть                                             | Como dice el dicho                         | Мігель                                     |
| 2014      | ф | Давні друзі                                              | Viejos amigos                              | Баліто                                     |
| 2014      | с | Італійка збирається заміж                                | Muchacha italiana viene a casarse          | Маріо Б'янчі                               |